# Zaria (rejon bijski)
Zaria (ros. Заря) – osiedle w Rosji, w Kraju Ałtajskim, w rejonie bijskim. W 2010 liczyło 973 mieszkańców.